# 小行星8391
小行星8391（英語：8391 Kring）是一颗围绕太阳公转的小行星。1993年4月20日，太空监视在基特峰发现了此天体。
这颗小行星的绝对星等为325.46209等。